# Provincia Tamanrasset
Provincia Tamanrasset (în arabă ولاية تمنراست) este o unitate administrativă de gradul I (wilaya) a Algeriei. Reședința sa este orașul Tamanrasset.